# Aérobiologie
L'aérobiologie est une branche de la biologie qui s'occupe de l'étude des particules biologiques qui sont en suspension dans l'air, tels que les bactéries, les spores fongiques, les morceaux très petits des insectes et le pollen. L'un des principaux domaines de l'aérobiologie est de compter et de décrire les particules comme une aide dans le traitement des allergies. En 2002, il a été découvert aussi que les algues et d'autres petits organismes aquatiques vivent dans les nuages en vol.
L'une des principales applications médicales de l'aérobiologie est l'étude de la transmission des maladies dans l'air. Il est connu que de nombreuses bactéries, virus (aérovirologie) et graines de champignons et moisissures peuvent être transportés dans l'air.
L'aérobiologie est une science en plein essor, qui interagit avec bien d'autres sciences telles que l'ingénierie et la météorologie. Elle utilise différents détecteurs très sophistiqués, dont récemment les radars météorologiques comme celui de OU-PRIME. 
L'association panaméricaine de l'aérobiologie (PAAA) est une société de personnes qui partagent un intérêt professionnel ou scientifique en aérobiologie.